# Andre Iguodala
Andre Tyler Iguodala (Springfield, 28 gennaio 1984) è un ex cestista statunitense di origini nigeriane, di ruolo ala piccola, professionista nella NBA.
Ha disputato consecutivamente sei NBA Finals (dalla stagione 2014-2015 alla 2019-2020), laureandosi quattro volte campione NBA (2014-2015, 2016-2017, 2017-2018 e 2021-2022) dopo aver sconfitto nelle prime tre occasioni i Cleveland Cavaliers e nella quarta i Boston Celtics. Nella stagione NBA 2015-2016 ha stabilito, con i suoi Golden State Warriors, il record di partite vinte in regular season (73, a fronte di 9 sconfitte), battendo il precedente primato dei Chicago Bulls (72 vittorie e 10 sconfitte nella stagione 1995-1996). NBA Finals MVP nel 2015, NBA All-Star nel 2012, due volte NBA All-Defensive Team (nel 2011 e nel 2014) e NBA All-Rookie First Team nel 2005, è stato uno dei giocatori chiave del ciclo vincente dei Golden State Warriors. Con la Nazionale statunitense ha vinto la medaglia d'oro ai Mondiali 2010 e alle Olimpiadi 2012.

## Carriera

### NCAA
Iscrittosi all'Università dell'Arizona nel 2002, Iguodala diventa subito uno dei migliori giocatori in circolazione nella Pac-12 Conference. Nel suo secondo anno, al termine della stagione 2003-04 viene nominato MVP della squadra, in quanto si rivela il migliore per assist, rimbalzi e palle rubate. Quell'anno Iguodala realizza tre triple doppie, ma al Torneo NCAA di quell'anno gli Arizona Wildcats vengono eliminati al primo turno da Seton Hall. Chiudendo una carriera al college con 594 punti (9,6 PP), 409 rimbalzi (6,6 RP) e 95 palle rubate (1,53 PRP) in 62 partite.

### NBA

#### Philadelphia 76ers (2004-2012)

##### Stagione 2004-05
È stato la 9ª scelta assoluta nel Draft NBA 2004 dai Philadelphia 76ers e, nonostante le aspettative sul suo minutaggio fossero basse, Iguodala compie una stagione molto produttiva per un rookie, essendo l'unico giocatore della sua squadra a giocare e partire titolare in tutte le 82 partite di regular season così come nelle 5 giocate nei playoff. In quella stagione Iguodala forma un'intesa particolare con Allen Iverson, ed è l'unico giocatore rookie della stagione a realizzare una tripla doppia nella vittoria per 107-84 contro i Detroit Pistons (10 punti, 10 assist e 10 rimbalzi). Termina così la sua prima stagione in NBA con una media di 9 punti, 5.7 rimbalzi, 3 assist, 1.7 palle rubate e 32.8 minuti giocati a partita. Viene nominato quell'anno per l'All-Rookie First Team durante il Rookie Challenge dell'All-Star Weekend. Finisce 4º nella votazione per l'NBA Rookie of the Year.

##### Stagione 2005-06
Anche durante questa stagione Iguodala gioca partendo da titolare in tutte le 82 partite di regular season. L'11 novembre 2005, nella vittoria per 85-81 contro i Lakers, Iguodala risulta decisivo per la pressione difensiva su Kobe Bryant, contro il quale ottiene anche un fallo di sfondamento. Il 16 novembre Iguodala raggiunge il Career-High di 26 punti, con 10 rimbalzi e 6 triple segnate su 8, nella vittoria per 121-115 sui Toronto Raptors; sempre contro questa squadra, Iguodala si ripete nella vittoria per 107-80 il 18 dicembre. Il 17 febbraio 2006 Iguodala viene premiato MVP della Rookie Challenge, per la sua prestazione da più di 30 punti nella squadra dei sophomores.

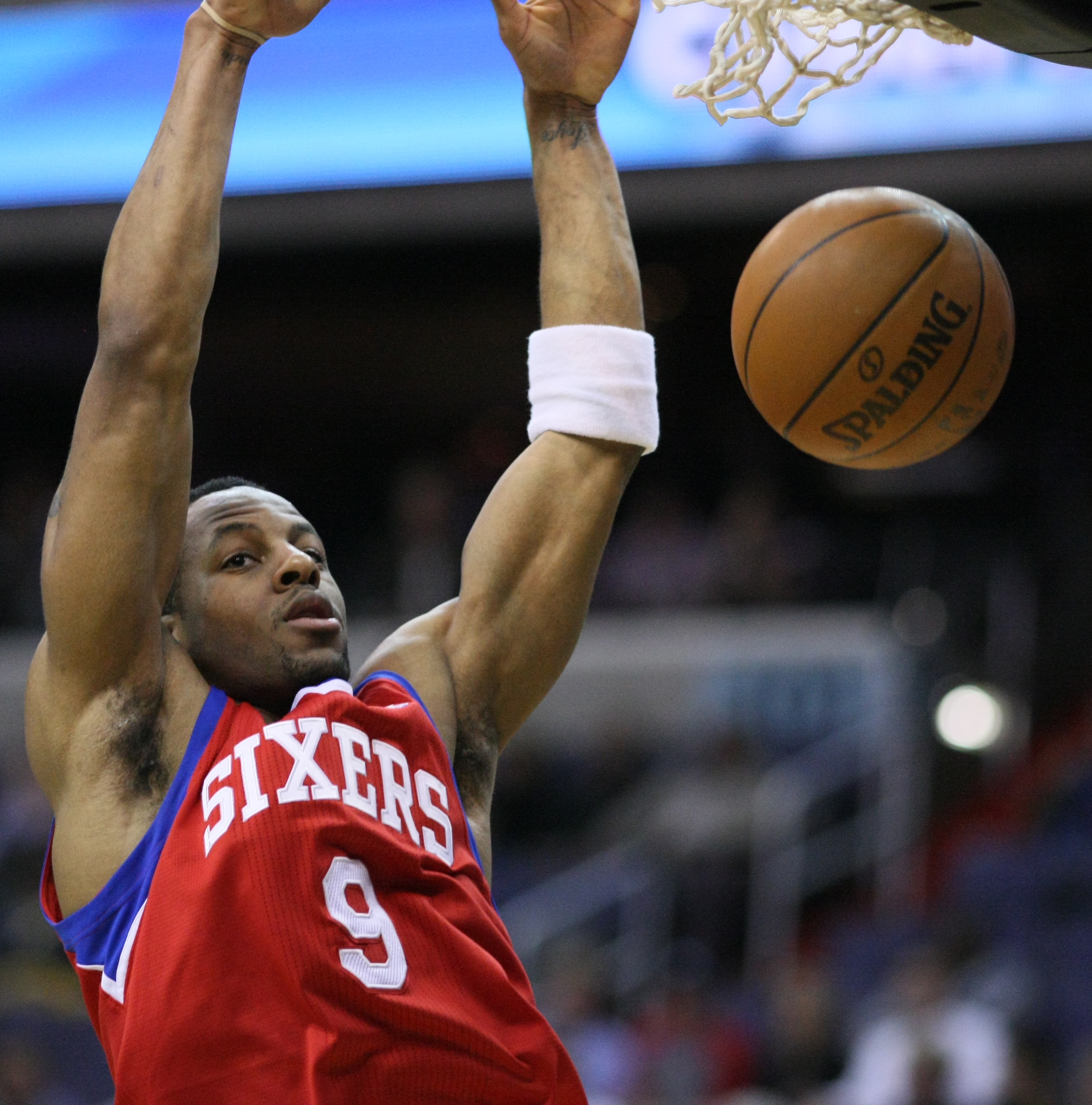
Iguodala nel 2006, ritenuto già uno dei migliori schiacciatori dell'NBA

##### Stagione 2006-07
Il 22 novembre 2006 Iguodala realizza la seconda tripla doppia della sua carriera nella sconfitta per 94-98 contro i Milwaukee Bucks, con 18 punti, 16 rimbalzi e 10 assist.. Con il passaggio di Allen Iverson ai Denver Nuggets dopo 15 partite ed il rilascio di Chris Webber come free agent, Iguodala è costretto ad assumere un ruolo da leader e risolleva i 76ers da una serie negativa di 9-26 (al momento del rilascio di Chris Webber), terminando la stagione a 35-47 e mancando di poco l'8º posto nella Eastern Conference. Il 22 dicembre Iguodala raggiunge un nuovo career-high, segnando 31 punti e 9 assist nella vittoria per 98-93 contro i Boston Celtics, interrompendo così una serie di 12 sconfitte consecutive; una settimana dopo, il 29 dicembre, sorpassa di nuovo il suo career-high segnando 32 punti nella vittoria per 98-95 sui Portland Trail Blazers. Ancora, il 24 gennaio 2007 Iguodala raggiunge un nuovo career-high di 34 punti nella vittoria contro i Cleveland Cavaliers di LeBron James, sconfitti 118-115 in doppio overtime. La successiva partita vinta contro gli Atlanta Hawks, in cui Iguodala segna 24 punti, porta a 14 la serie di prestazioni consecutive con più di 20 punti segnati. Il 2 febbraio ottiene la terza tripla doppia in carriera nella sconfitta per 102-101 contro i Golden State Warriors, con 25 punti, 10 rimbalzi ed un career-high di 13 assist. A causa di un mal di schiena, Iguodala è costretto a saltare una partita contro gli Charlotte Bobcats, interrompendo la sua striscia di 232 presenze consecutive da titolare, la terza più lunga nell'NBA dopo quelle di Bruce Bowen e Tayshaun Prince.

##### Stagione 2007-08
Iguodala ha un inizio di stagione travagliato, diventando ad un certo punto il giocatore con più palle perse nella lega. Si riprende poi realizzando la sua stagione più prolifica, con una media a partita di 19,9 punti, 4,8 assist e 5,8 rimbalzi, e i Philadelphia 76ers si rialzano da un iniziale 5-13 ad un 40-42 alla fine della stagione. Il 4 aprile 2008 Iguodala mette a referto 30 punti e 10 assist, guidando i 76ers nella vittoria per 109-104 contro gli Atlanta Hawks che permette di blindare un posto ai playoff per la prima volta dopo 3 anni. Ai playoff, tuttavia, Iguodala realizza una brutta serie di prestazioni, con una media di soli 13,2 punti a partita; i Philadelphia 76ers vengono così eliminati al primo turno dai Detroit Pistons, che passano per 4-2 nella serie. Il 17 agosto il 24enne Iguodala accetta e firma un'estensione del contratto con i 76ers per altri 6 anni, per un totale di 80 milioni di dollari.

##### Stagione 2008-09
Nella parte iniziale della stagione, i 76ers riescono a formare un roster con alte aspettative, grazie l'arrivo dell'ala Elton Brand e l'esplosione del giovane Thaddeus Young, ed Iguodala migliora le sue qualità soprattutto offensive. Le sue prestazioni sul campo in questa stagione sono di alto livello, ed Iguodala riesce a procurare ai 76ers il 6º posto nella Eastern Conference e la qualificazione ai playoff, terminando la regular season 41-41.
Ai play-off i 76ers si scontrano con gli Orlando Magic di Dwight Howard. In gara 1 Philadelphia ottiene la vittoria per 100-98 rimontando uno svantaggio di 18 punti; la rimonta è guidata proprio da Iguodala con 20 punti, 8 rimbalzi ed 8 assist, il quale segna il canestro del vantaggio finale a 2.2 secondi dalla fine. Tuttavia, i 76ers vengono eliminati 4-2 nella serie, uscendo al primo turno dei playoff per il secondo anno di fila.

##### Stagione 2009-10
La stagione inizia male per i 76ers, che raggiungono una serie negativa di 12 sconfitte consecutive, durante la quale re-ingaggiano Allen Iverson per sostituire Andre Miller, passato ai Portland Trail Blazers. Iguodala raggiunge nuovi career-highs in assist, rimbalzi e stoppate, ma la stagione dei 76ers si rivela una delusione e la franchigia conclude con un 27-55.

##### Stagione 2010-11
Le aspettative all'inizio della stagione erano che Philadelphia si riscattasse dalla brutta stagione precedente, ma nonostante ciò i 76ers hanno un inizio lento, con 13 sconfitte in 16 partite. Il 6 novembre Iguodala è costretto a riposare a causa di uno stiramento del tendine d'Achille destro, fermando la propria striscia di partite consecutive a 252, inferiore solo a quella di Derek Fisher con i Los Angeles Lakers. In questa stagione Iguodala sposta il proprio ruolo da essere il miglior marcatore ad un giocatore più completo, e nel marzo 2011 ottiene due triple doppie consecutive contro Minnesota Timberwolves e Golden State Warriors.
Nei play-off i 76ers si scontrano al primo turno con i Miami Heat, e Iguodala ha il ruolo di marcare LeBron James e Dwyane Wade. I 76ers vengono eliminati dopo 5 partite, ma Iguodala è comunque nominato per l'NBA All-Defensive Second Team. Per lui la stagione termina con delle medie di 14,1 punti, 6,3 assist (career-high), 5,8 rimbalzi e 1,5 palle rubate a partita.

##### Stagione 2011-12
Il 28 gennaio 2012, giorno del suo 28º compleanno, ottiene la sua 8ª tripla doppia in carriera con 10 punti, 10 assist e 10 rimbalzi nella vittoria per 95-74 contro i Detroit Pistons. Nella successiva vittoria contro gli Orlando Magic, Iguodala supera Charles Barkley al 4º posto per palle rubate nella storia dei 76ers. A febbraio viene convocato come riserva per l'All-Star Game tenutosi ad Orlando, in Florida, nonostante la sua media di punti a partita sia la più bassa tra tutti i convocati; in soli 14 minuti giocati mette a referto 12 punti, 4 rimbalzi e 2 assist.
Avendo acciuffato l'8º posto di Eastern Conference, nel primo turno dei playoff i 76ers si scontrano con la squadra 1ª classificata: i Chicago Bulls. In gara 6, Iguodala segna i due tiri liberi decisivi a 2,2 secondi dalla fine, regalando a Philadelphia il passaggio del primo turno per la prima volta dal 2003. Alla fine però i 76ers vengono eliminati al secondo round dai Boston Celtics.

#### Denver Nuggets (2012-2013)
Il 10 agosto 2012 Iguodala passa ai Denver Nuggets in uno scambio che coinvolge 4 squadre, che vede anche il passaggio di Andrew Bynum e Jason Richardson ai Philadelphia 76ers, e di Dwight Howard ai Los Angeles Lakers. I Nuggets ottengono nel corso della stagione una serie di 15 vittorie consecutive e raggiungono i playoff con il risultato di 57-25, entrambi record della franchigia. Vengono però eliminati al primo turno dai Golden State Warriors, nonostante le ottime prestazioni di Iguodala, che esce comunque dai play-off con una media di 18 punti, 5,3 assist, 8 rimbalzi e 2 palle rubate a partita.

#### Golden State Warriors (2013-2019)

##### Stagione 2013-14
Nell'estate 2013 Iguodala decide di rinunciare all'opzione di rinnovo da 15,9 milioni per la stagione successiva, diventando un free agent, e il 5 luglio firma un contratto quadriennale da 48 milioni di dollari con i Golden State Warriors. Il 4 novembre Iguodala è decisivo nella schiacciante vittoria per 110-90 contro i Philadelphia 76ers, segnando 32 punti ed un record personale di 7 triple in una partita. Il 14 novembre Iguodala mette a referto 14 punti e 9 assist, tra cui il buzzer beater che regala a Golden State la vittoria contro gli Oklahoma City Thunder di Russell Westbrook. Il 22 novembre, durante una partita contro i Los Angeles Lakers, Iguodala è costretto ad uscire nel terzo quarto per un infortunio al tendine del ginocchio sinistro; torna in campo il 17 dicembre, dopo aver saltato 12 partite. Il 4 gennaio Iguodala segna un altro game-winner a fil di sirena, mettendo la tripla che sancisce la vittoria per 101-100 contro gli Atlanta Hawks ed estendendo a 8 la striscia di vittorie consecutive dei Warriors. Per la sua notevole abilità difensiva, da molti considerata un punto di forza imprescindibile del nuovo roster di Golden State, Iguodala è nominato per l'NBA All-Defensive First Team 2013-14, diventando il primo giocatore dei Warriors a ricevere tale onorificenza dopo che Latrell Sprewell fu scelto per l'All-Defensive Second Team nel 1993-94, ed il primo nel First Team dopo Nate Thurmond nel 1970-71.

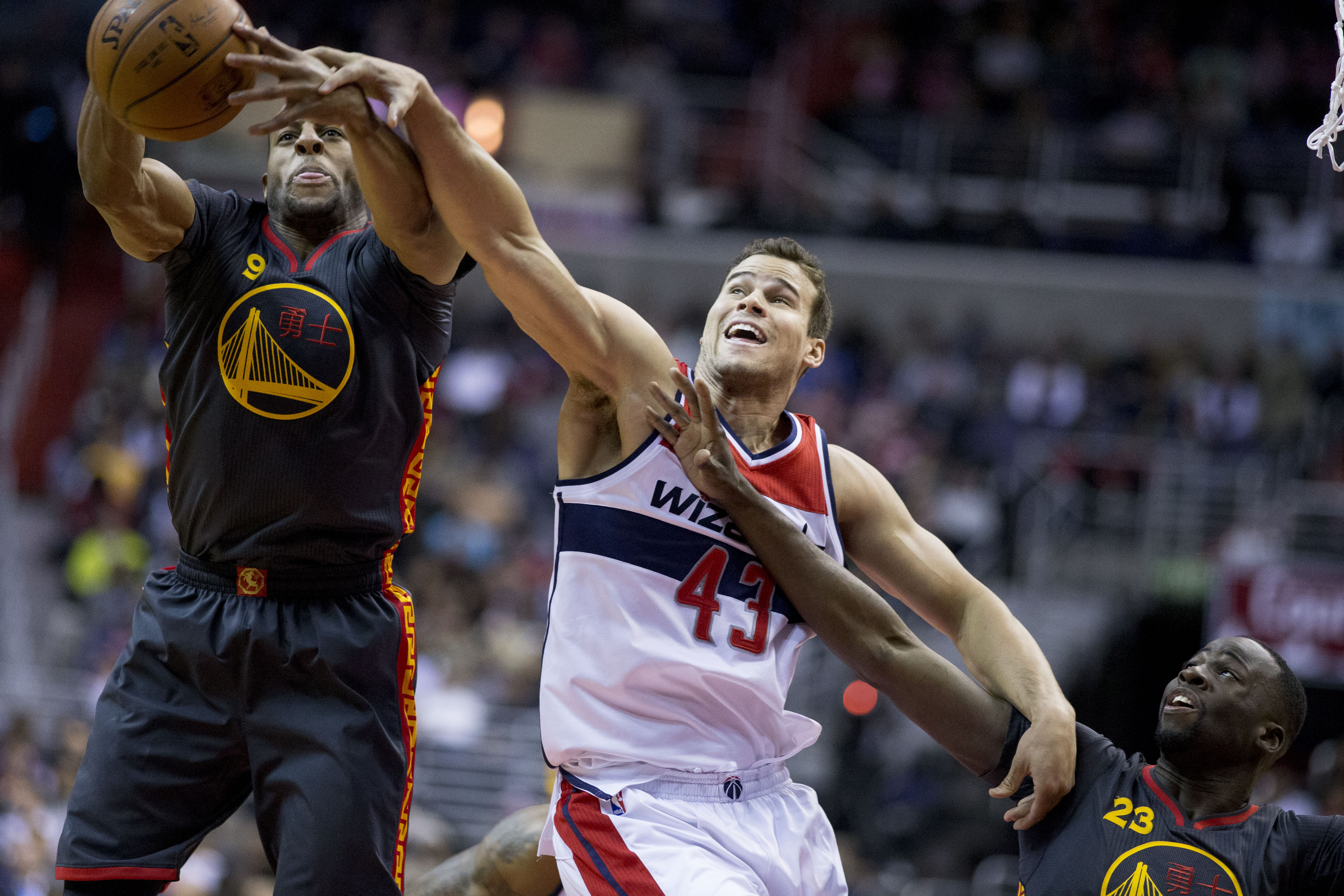
Andre Iguodala lotta al rimbalzo con Kris Humphries

##### Il ciclo vincente: 2014-2019
Nella stagione 2014-15 il neo-coach dei Warriors Steve Kerr toglie Iguodala dal quintetto base e lo reinventa sesto uomo per dare più spessore alla panchina; prima di allora Iguodala ha giocato 806 partite di NBA partendo sempre da titolare, segnando un primato assoluto nella lega. A fine marzo, complice anche l'infortunio di Klay Thompson, Iguodala viene reinserito nel quintetto base, e si rimette subito in mostra alzando la sua media di punti a partita a 15.2, con una percentuale realizzativa del 66% e del 47% dalla linea dei 3 punti. Realizza infatti un 9/12 contro gli Atlanta Hawks ed un 9/11 contro i Portland Trail Blazers, partita quest'ultima in cui permette ai Warriors di riconquistare il titolo della Pacific Division dopo 39 anni.
Nei play-off i Warriors conquistano la Western Conference battendo in ordine New Orleans Pelicans, Memphis Grizzlies e Houston Rockets; nella vittoria in gara 5 contro questi ultimi, Iguodala è decisivo, nonostante i soli 6 punti segnati, per aver praticamente annullato il pericolo rappresentato da James Harden: per Harden infatti solo 2/11 dal tiro e 13 palle perse, mai così male in una partita di playoff. Nelle Finals i Warriors si scontrano con i Cleveland Cavaliers di LeBron James, e marcare quest'ultimo è proprio il compito affidato a Iguodala, ritenuto uno dei pochi giocatori all'altezza. Dopo essere finiti sotto 2-1 nella serie, in gara 4 Iguodala viene schierato titolare a sorpresa al posto di Andrew Bogut: questa si rivela una mossa vincente e Iguodala, che già era stato il migliore dei suoi nella vittoria in gara 1, segna 22 punti (tra cui 4 triple) nella vittoria per 103-82 che pareggia la serie, mentre "King James" chiude la partita con 7 canestri su 22 tiri. Questa modifica del quintetto base volge la serie in favore dei Warriors, che vincono le successive due partite ed il primo titolo dal 1975, con un Iguodala stellare in gara 6 (25 punti, 5 assist e 5 rimbalzi). Proprio "Iggy" viene eletto MVP delle Finals, per il merito di aver spostato gli equilibri ed aver mantenuto LeBron ad un 39,8% al tiro, diventando il primo giocatore ad aggiudicarsi questo premio senza aver giocato neanche una partita da titolare in regular season e con meno di 17 punti di media.
Nella seconda stagione in cui riveste il ruolo di sesto uomo, i Warriors iniziano col botto e vincono subito le prime 24 partite consecutive, pur con un roster sostanzialmente invariato. A causa di una distorsione alla caviglia sinistra rimediata durante la vittoria contro i Portland Trail Blazers l'11 marzo 2016, Iguodala è costretto a saltare 13 partite, tornando in campo ai primi di aprile. I Golden State Warriors terminano la regular season con il miglior record di sempre (73 vittorie e 9 sconfitte), battendo il 72-10 dei Chicago Bulls 1995-96 di Michael Jordan. Iguodala arriva al 2º posto nell'assegnazione dell'NBA Sixth Man of the Year Award.
Ai play-off i Warriors battono 4-1 sia gli Houston Rockets nel primo turno, sia i Trail Blazers nel secondo. Nelle finali di Western Conference i Warriors affrontano gli Oklahoma City Thunder di Russell Westbrook e Kevin Durant, e ad Iguodala è affidato il compito di marcare quest'ultimo. In gara 2 Golden State pareggia la serie 1-1 proprio grazie a Iguodala, che quando è in campo riesce a contenere Kevin Durant, e contribuisce alla vittoria per 118-91 superando la soglia di 1000 punti personali segnati nei playoff. Nonostante i Warriors finiscano sotto 3-1 nella serie, riescono a passare il turno vincendo le successive tre partite, e la difesa di Iguodala è decisiva per forzare i Thunder in gara 7. Golden State raggiunge così le NBA Finals per il secondo anno consecutivo e di nuovo contro i Cleveland Cavaliers di LeBron James. Iguodala aiuta i Warriors a portarsi avanti 3-1 nella serie, ma in seguito saranno i Cavaliers a rimontare le Finals 4-3 e vincere il titolo.
Il 28 novembre 2016 mette a referto 12 punti, 5 assist e 5 rimbalzi, aiutando i Warriors a superare gli Atlanta Hawks 105-100 ed ottenere la 12ª vittoria consecutiva. Il 6 marzo 2017, partendo dalla panchina, guida i suoi in una vittoria per 119-111 sugli Atlanta Hawks, con un season-high di 24 punti e 4/6 dall'arco dei tre punti. L'11 marzo Iguodala viene multato per 10,000 $ per una battuta su coach Kerr, la quale ha scatenato una polemica a sfondo razziale travisando il significato delle parole del giocatore, che si è poi scusato. I Warriors chiudono la stagione 2016-17 come prima classificata ad Ovest con un record di 67-15.

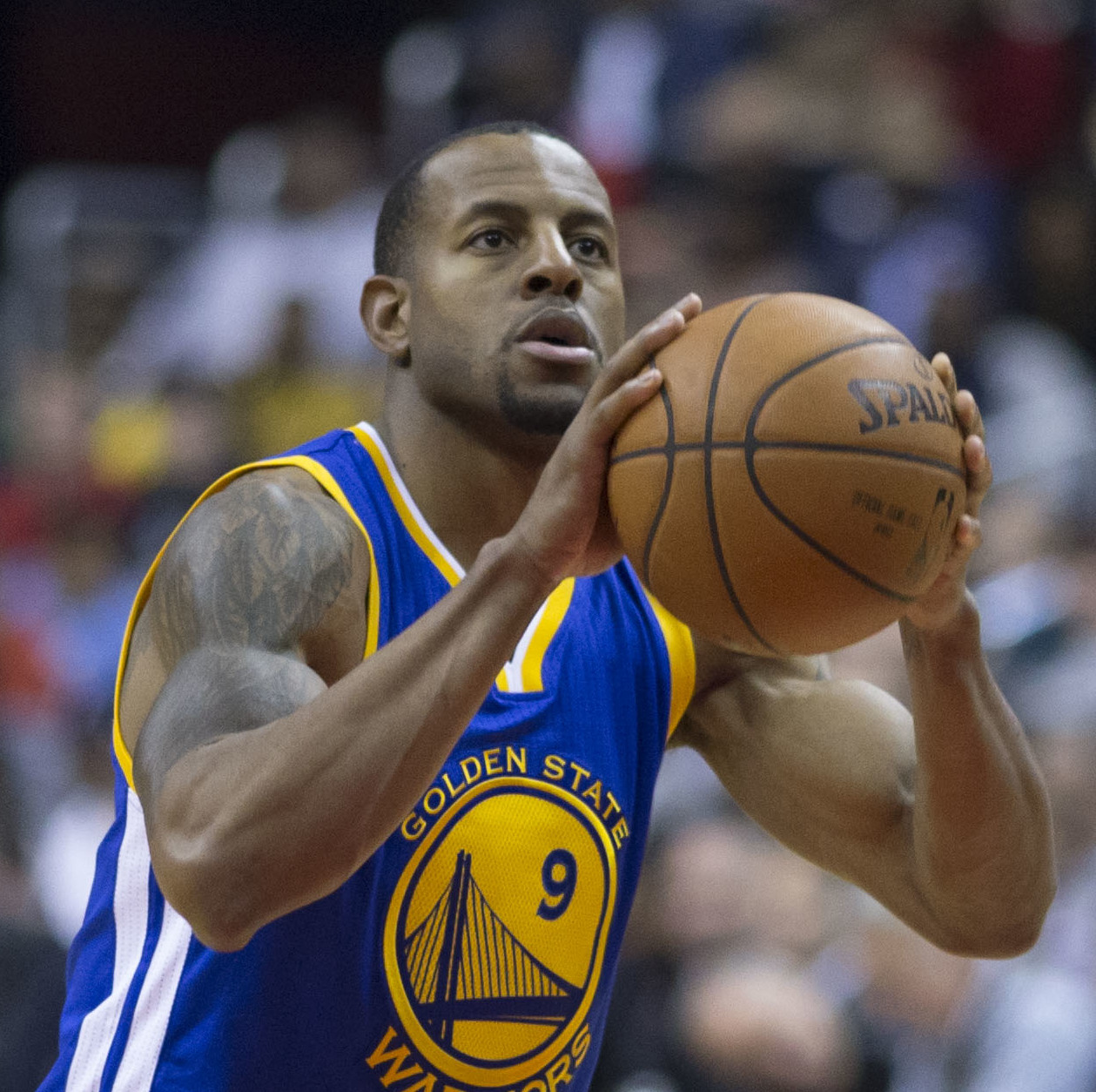
Iguodala nel 2016

Ai play-off, la gara-3 delle semifinali di Conference contro gli Utah Jazz è per lui la 100ª partita di play-off in carriera, in cui mette a referto 11 punti (di cui 2/3 da tre punti). Il 12 giugno 2017 si laurea campione NBA per la seconda volta in carriera, e anche in questo caso contro i Cleveland Cavaliers, e in gara 5 emerge dalla panchina con la sua migliore prestazione di quei playoff, coronata da 20 punti.
Dopo essere stato vicino al trasferimento come unrestricted free agent, il 2 luglio Iguodala accetta il rinnovo con i Warriors per altri tre anni dietro un compenso di 48 milioni di dollari. L'11 dicembre 2017, nella vittoria 111-104 sui Portland Trail Blazers, Iguodala gioca la sua partita numero 1000 di regular season, diventando il 126º giocatore a superare questo traguardo. A partire dal 13 febbraio 2018, coach Steve Kerr decide di responsabilizzare ulteriormente i giocatori e mantenere alta la loro concentrazione, per cui affida ai leader Iguodala e Draymond Green il compito di gestire i time out e decidere gli schemi da impiegare in campo. Durante i playoff, Iguodala rimedia una non meglio specificata contusione alla gamba sinistra in gara 3 delle Conference Finals contro gli Houston Rockets, ed è costretto a saltare 6 partite di playoff; rientra poi in gara 3 delle NBA Finals 2018, ancora contro i Cleveland Cavaliers di LeBron, risultando subito determinante per la vittoria che porta i Warriors 3-0 nella serie. I Golden State Warriors vincono poi per 4-0 la serie, conquistando il terzo titolo in 4 anni.
Il 25 dicembre 2018 Iguodala parte dalla panchina e segna un season-high di 23 punti, oltre all'importante contributo in difesa marcando LeBron James, nella sconfitta per 127-101 da parte dei Los Angeles Lakers. Mentre nella regular season registra dei career-low di 5.7 punti, 3.7 rimbalzi e 3.2 assist a partita, durante i play-off riesce ad accrescere le proprie statistiche partendo nel quintetto titolare in molti match, con delle medie di 9,8 punti, 4,3 rimbalzi e 4,0 assist. Grazie alla sua difesa si rivela decisivo in molte partite, come soprattutto nella gara 2 delle finali di Western Conference contro i Portland Trail Blazers, in cui decreta la vittoria dei Warriors per 114-111 rubando la palla a Damian Lillard a fil di sirena, togliendo a quest'ultimo il tiro del possibile pareggio. I Warriors arrivano alle NBA Finals per la quinta stagione consecutiva, ma vengono sconfitti in 6 partite dai Toronto Raptors. Iguodala riesce comunque a portare a casa ottime prestazioni come quelle in gara-2, segnando la tripla a 5 secondi dalla fine che sancisce la vittoria per 109-104.
A fine giugno 2019 è stato intervistato nel programma radiofonico "The Breakfast Club", ed ha rivelato che l'infortunio riportato nella postseason del 2018 contro gli Houston Rockets, che lo ha costretto a saltare 6 gare dei play-off, era in realtà una frattura alla gamba, che però era stata descritta dallo staff medico dei Warriors come una semplice contusione.

#### Miami Heat (2020-2021)
Il 7 luglio 2019 i Golden State Warriors cedono Iguodala ed una prima scelta futura al Draft NBA ai Memphis Grizzlies, ricevendo in cambio Julian Washburn ed una traded player exception da 17,2 milioni di dollari; lo scambio permette a Golden State di liberare spazio salariale per acquistare D'Angelo Russell. Per volontà del presidente dei Warriors, Joe Lacob, la maglia nº 9 di Iguodala viene ritirata. Tuttavia, Memphis non convoca Iguodala per il training camp, in quanto l'intenzione della squadra è di cedere il giocatore ad una contender per il titolo NBA 2020: tra le squadre interessate al difensore ormai 35enne ci sono Los Angeles Clippers e Houston Rockets.
Il 6 febbraio 2020 Iguodala trova l'accordo per lasciare Memphis (senza mai avere giocato) e si accasa ai Miami Heat, in seguito ad un accordo che coinvolge anche i Minnesota Timberwolves. Come parte dell'accordo, ha trovato con gli Heat un accordo per un contratto biennale da 30 milioni complessivi dal 2020 al 2022, con il secondo anno come Team Option.
Compie l'esordio in maglia Heat il 9 febbraio nella sconfitta in trasferta contro i Portland Trail Blazers, giocando 22 minuti e tornando al canestro dopo più di metà stagione senza aver disputato alcuna partita.
La franchigia della Florida conclude la regular season al primo posto in Southeast Division e al quinto posto complessivo nella Eastern Conference, riuscendo a centrare l'accesso alla post-season.
Nei playoff i Miami Heat riescono a dare il loro meglio e raggiungono le NBA Finals (fondamentale il contributo di Iguodala in Gara-6 delle Conference Finals contro i Boston Celtics, durante la quale realizza 15 punti in 27 minuti di utilizzo).
Questa rappresenta la sesta finale consecutiva giocata dal nativo di Springfield e la quinta contro LeBron James, nel frattempo passato ai Los Angeles Lakers.

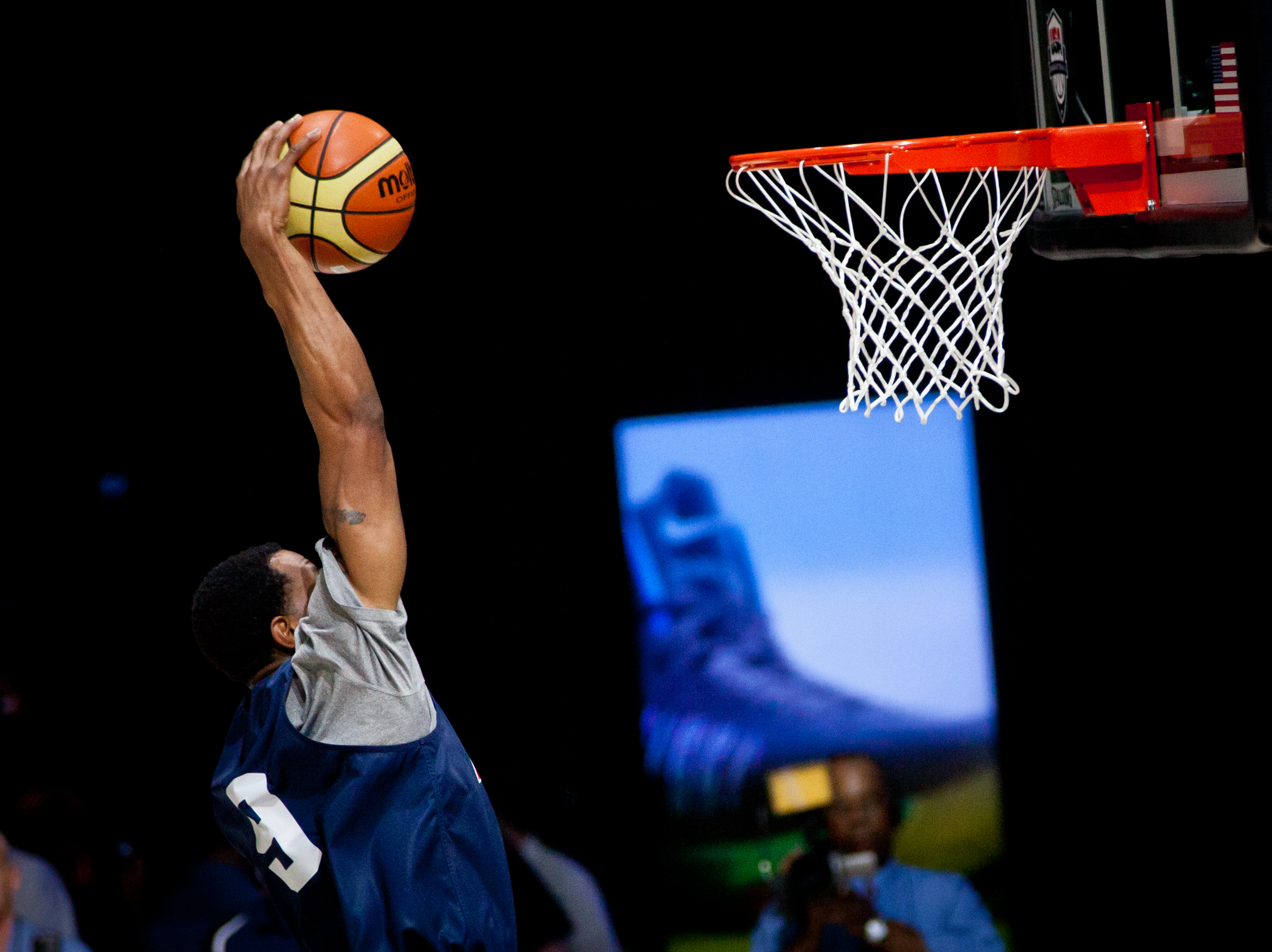
Iguodala schiaccia in maglia USA nel 2012

### Nazionale
Viene convocato per la prima volta dal coach Mike Krzyzewski per il Campionato mondiale maschile di pallacanestro 2010 in Turchia, in cui vince l'oro battendo in finale i padroni di casa della Turchia per 81-64.

Viene poi convocato per le Olimpiadi di Londra nel 2012, soprattutto per via della sua eccezionale abilità difensiva e versatilità. Anche in questo torneo vince l'oro, battendo in finale la Spagna per 107-100.

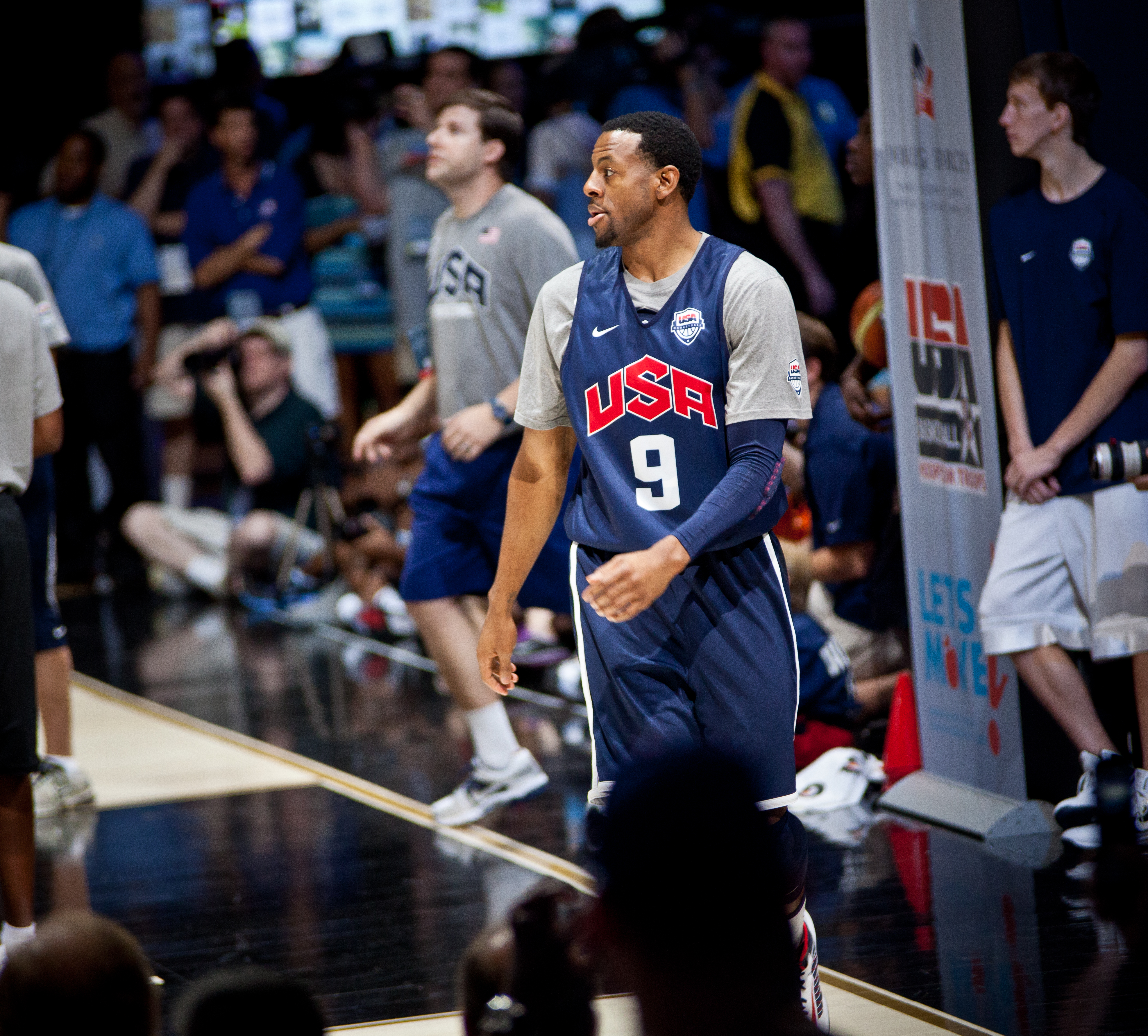
Andre Iguodala in allenamento con Team USA

## Statistiche
| † | Denota le stagioni in cui ha vinto il titolo |
| * | Primo nella lega                             |

### NCAA
| Anno      | Squadra          | PG | PT | MP   | TC%  | 3P%  | TL%  | RP  | AP  | PRP | SP  | PP   |
| --------- | ---------------- | -- | -- | ---- | ---- | ---- | ---- | --- | --- | --- | --- | ---- |
| 2002-2003 | Arizona Wildcats | 32 | 5  | 19,2 | 38,1 | 20,5 | 67,0 | 4,9 | 2,0 | 1,5 | 0,6 | 6,4  |
| 2003-2004 | Arizona Wildcats | 30 | 30 | 32,1 | 45,0 | 31,5 | 78,8 | 8,6 | 4,9 | 1,6 | 0,4 | 12,9 |
| Carriera  | Carriera         | 62 | 35 | 25,4 | 42,4 | 27,4 | 73,8 | 6,7 | 3,4 | 1,5 | 0,5 | 9,6  |

#### Massimi in carriera
- Massimo di punti: 25 vs California-Berkeley (5 febbraio 2004)[90]
- Massimo di rimbalzi: 16 vs Washington State (28 febbraio 2004)
- Massimo di assist: 11 vs Liberty (28 dicembre 2003)
- Massimo di palle rubate: 5 (3 volte)
- Massimo di stoppate: 4 vs Arizona State (22 febbraio 2003)
- Massimo di minuti giocati: 39 vs Washington State (31 gennaio 2004)

### NBA

#### Stagione regolare
| Anno       | Squadra            | PG   | PT  | MP    | TC%  | 3P%  | TL%  | RP  | AP  | PRP | SP  | PP   |
| ---------- | ------------------ | ---- | --- | ----- | ---- | ---- | ---- | --- | --- | --- | --- | ---- |
| 2004-2005  | Philadelphia 76ers | 82   | 82  | 32,8  | 49,3 | 33,1 | 74,3 | 5,7 | 3,0 | 1,7 | 0,6 | 9,0  |
| 2005-2006  | Philadelphia 76ers | 82   | 82  | 37,6  | 50,0 | 35,4 | 75,4 | 5,9 | 3,1 | 1,6 | 0,3 | 12,3 |
| 2006-2007  | Philadelphia 76ers | 76   | 76  | 40,3  | 44,7 | 31,0 | 82,0 | 5,7 | 5,7 | 2,0 | 0,4 | 18,2 |
| 2007-2008  | Philadelphia 76ers | 82   | 82  | 39,5  | 45,6 | 32,9 | 72,1 | 5,4 | 4,8 | 2,1 | 0,6 | 19,9 |
| 2008-2009  | Philadelphia 76ers | 82   | 82  | 39,9* | 47,3 | 30,7 | 72,4 | 5,7 | 5,3 | 1,6 | 0,4 | 18,8 |
| 2009-2010  | Philadelphia 76ers | 82   | 82  | 38,9  | 44,3 | 31,0 | 73,3 | 6,5 | 5,8 | 1,7 | 0,7 | 17,1 |
| 2010-2011  | Philadelphia 76ers | 67   | 67  | 36,9  | 44,5 | 33,7 | 69,3 | 5,8 | 6,3 | 1,5 | 0,6 | 14,1 |
| 2011-2012  | Philadelphia 76ers | 62   | 62  | 35,6  | 45,4 | 39,4 | 61,7 | 6,1 | 5,5 | 1,7 | 0,5 | 12,4 |
| 2012-2013  | Denver Nuggets     | 80   | 80  | 34,7  | 45,1 | 31,7 | 57,4 | 5,3 | 5,4 | 1,7 | 0,7 | 13,0 |
| 2013-2014  | G.S. Warriors      | 63   | 63  | 32,4  | 48,0 | 35,4 | 65,2 | 4,7 | 4,2 | 1,5 | 0,3 | 9,3  |
| 2014-2015† | G.S. Warriors      | 77   | 0   | 26,9  | 46,6 | 34,9 | 59,6 | 3,3 | 3,0 | 1,2 | 0,3 | 7,8  |
| 2015-2016  | G.S. Warriors      | 65   | 1   | 26,6  | 47,8 | 35,1 | 61,4 | 4,0 | 3,4 | 1,1 | 0,3 | 7,0  |
| 2016-2017† | G.S. Warriors      | 76   | 0   | 26,3  | 52,8 | 36,2 | 70,6 | 4,0 | 3,4 | 1,0 | 0,5 | 7,6  |
| 2017-2018† | G.S. Warriors      | 64   | 7   | 25,3  | 46,3 | 28,2 | 63,2 | 3,8 | 3,3 | 0,8 | 0,6 | 6,0  |
| 2018-2019  | G.S. Warriors      | 68   | 13  | 23,2  | 50,0 | 33,3 | 58,2 | 3,7 | 3,2 | 0,9 | 0,8 | 5,7  |
| 2019-2020  | Miami Heat         | 21   | 0   | 19,9  | 43,2 | 29,8 | 40,0 | 3,7 | 2,4 | 0,7 | 1,0 | 4,6  |
| 2020-2021  | Miami Heat         | 63   | 5   | 21,3  | 38,3 | 33,0 | 65,8 | 3,5 | 2,3 | 0,9 | 0,6 | 4,4  |
| 2021-2022† | G.S. Warriors      | 31   | 0   | 19,5  | 38,0 | 23,0 | 75,0 | 3,2 | 3,7 | 0,9 | 0,7 | 4,0  |
| 2022-2023  | G.S. Warriors      | 8    | 0   | 14,1  | 46,7 | 11,1 | 66,7 | 2,1 | 2,4 | 0,5 | 0,4 | 2,1  |
| Carriera   | Carriera           | 1231 | 784 | 32,1  | 46,3 | 33,0 | 70,9 | 4,9 | 4,2 | 1,4 | 0,5 | 11,3 |
| All-Star   | All-Star           | 1    | 0   | 14,0  | 85,7 | 0,0  | -    | 4,0 | 2,0 | 1,0 | 1,0 | 12,0 |

#### Play-off
| Anno     | Squadra            | PG  | PT | MP    | TC%  | 3P%  | TL%  | RP  | AP  | PRP  | SP  | PP   |
| -------- | ------------------ | --- | -- | ----- | ---- | ---- | ---- | --- | --- | ---- | --- | ---- |
| 2005     | Philadelphia 76ers | 5   | 5  | 38,4  | 46,5 | 33,3 | 50,0 | 4,6 | 3,0 | 2,8* | 1,0 | 9,8  |
| 2008     | Philadelphia 76ers | 6   | 6  | 39,0  | 33,3 | 14,3 | 72,1 | 4,8 | 5,0 | 2,2  | 0,2 | 13,2 |
| 2009     | Philadelphia 76ers | 6   | 6  | 44,8* | 44,9 | 39,3 | 65,2 | 6,3 | 6,7 | 1,8  | 0,0 | 21,5 |
| 2011     | Philadelphia 76ers | 5   | 5  | 36,4  | 42,3 | 21,4 | 71,4 | 7,0 | 6,8 | 1,0  | 0,4 | 11,4 |
| 2012     | Philadelphia 76ers | 13  | 13 | 38,8  | 38,4 | 38,8 | 58,9 | 5,7 | 3,7 | 1,5  | 0,4 | 12,9 |
| 2013     | Denver Nuggets     | 6   | 6  | 40,5  | 50,0 | 48,3 | 72,0 | 8,0 | 5,3 | 2,0  | 0,3 | 18,0 |
| 2014     | G.S. Warriors      | 7   | 7  | 35,4  | 51,6 | 53,3 | 60,6 | 4,7 | 4,4 | 1,3  | 0,3 | 13,1 |
| 2015†    | G.S. Warriors      | 21  | 3  | 30,2  | 47,4 | 35,4 | 41,5 | 4,5 | 3,6 | 1,2  | 0,3 | 10,4 |
| 2016     | G.S. Warriors      | 24  | 3  | 32,0  | 47,6 | 38,5 | 56,1 | 4,4 | 3,8 | 1,2  | 0,4 | 8,9  |
| 2017†    | G.S. Warriors      | 16  | 0  | 26,2  | 45,5 | 19,0 | 57,7 | 4,1 | 3,2 | 0,9  | 0,4 | 7,2  |
| 2018†    | G.S. Warriors      | 15  | 12 | 26,7  | 49,4 | 37,8 | 70,6 | 4,5 | 2,7 | 1,4  | 0,5 | 8,1  |
| 2019     | G.S. Warriors      | 21  | 15 | 30,0  | 49,4 | 35,0 | 37,8 | 4,3 | 4,0 | 1,1  | 1,1 | 9,8  |
| 2020     | Miami Heat         | 21  | 0  | 19,5  | 46,2 | 35,9 | 71,4 | 2,6 | 1,5 | 0,8  | 0,6 | 3,8  |
| 2021     | Miami Heat         | 4   | 0  | 17,8  | 54,5 | 42,9 | -    | 3,0 | 1,3 | 1,0  | 0,5 | 3,8  |
| 2022†    | G.S. Warriors      | 7   | 0  | 8,7   | 44,4 | 33,3 | 66,7 | 1,0 | 1,7 | 0,0  | 0,3 | 1,6  |
| Carriera | Carriera           | 177 | 81 | 29,8  | 45,8 | 35,5 | 58,3 | 4,4 | 3,5 | 1,2  | 0,5 | 9,4  |

#### Massimi in carriera
- Massimo di punti: 34 vs Cleveland Cavaliers (24 gennaio 2007)[91]
- Massimo di rimbalzi: 17 vs New York Knicks (15 marzo 2010)
- Massimo di assist: 16 vs New York Knicks (4 febbraio 2011)
- Massimo di palle rubate: 6 (3 volte)
- Massimo di stoppate: 4 (6 volte)
- Massimo di minuti giocati: 52 vs Boston Celtics (13 gennaio 2016)

### Cronologia presenze e punti in Nazionale
| Cronologia completa delle presenze e dei punti in Nazionale - Stati Uniti | Cronologia completa delle presenze e dei punti in Nazionale - Stati Uniti | Cronologia completa delle presenze e dei punti in Nazionale - Stati Uniti | Cronologia completa delle presenze e dei punti in Nazionale - Stati Uniti | Cronologia completa delle presenze e dei punti in Nazionale - Stati Uniti | Cronologia completa delle presenze e dei punti in Nazionale - Stati Uniti | Cronologia completa delle presenze e dei punti in Nazionale - Stati Uniti | Cronologia completa delle presenze e dei punti in Nazionale - Stati Uniti |
| Data                                                                      | Città                                                                     | In casa                                                                   | Risultato                                                                 | Ospiti                                                                    | Competizione                                                              | Punti                                                                     | Note                                                                      |
| ------------------------------------------------------------------------- | ------------------------------------------------------------------------- | ------------------------------------------------------------------------- | ------------------------------------------------------------------------- | ------------------------------------------------------------------------- | ------------------------------------------------------------------------- | ------------------------------------------------------------------------- | ------------------------------------------------------------------------- |
| 22-08-2010                                                                | Madrid                                                                    | Spagna                                                                    | 85 - 86                                                                   | Stati Uniti                                                               | Amichevole                                                                | 4                                                                         | [ 92 ]                                                                    |
| 28-08-2010                                                                | Istanbul                                                                  | Stati Uniti                                                               | 106 - 78                                                                  | Croazia                                                                   | Mondiali 2010 - 1º turno                                                  | 5                                                                         |                                                                           |
| 29-08-2010                                                                | Istanbul                                                                  | Slovenia                                                                  | 77 - 99                                                                   | Stati Uniti                                                               | Mondiali 2010 - 1º turno                                                  | 11                                                                        |                                                                           |
| 30-08-2010                                                                | Istanbul                                                                  | Brasile                                                                   | 68 - 70                                                                   | Stati Uniti                                                               | Mondiali 2010 - 1º turno                                                  | 3                                                                         |                                                                           |
| 1-09-2010                                                                 | Istanbul                                                                  | Stati Uniti                                                               | 88 - 51                                                                   | Iran                                                                      | Mondiali 2010 - 1º turno                                                  | 3                                                                         |                                                                           |
| 2-09-2010                                                                 | Istanbul                                                                  | Tunisia                                                                   | 57 - 92                                                                   | Stati Uniti                                                               | Mondiali 2010 - 1º turno                                                  | 4                                                                         |                                                                           |
| 6-09-2010                                                                 | Istanbul                                                                  | Stati Uniti                                                               | 106 - 78                                                                  | Angola                                                                    | Mondiali 2010 - Ottavi di finale                                          | 6                                                                         |                                                                           |
| 9-09-2010                                                                 | Istanbul                                                                  | Stati Uniti                                                               | 89 - 79                                                                   | Russia                                                                    | Mondiali 2010 - Quarti di finale                                          | 6                                                                         |                                                                           |
| 11-09-2010                                                                | Istanbul                                                                  | Stati Uniti                                                               | 89 - 74                                                                   | Lituania                                                                  | Mondiali 2010 - Semifinale                                                | 9                                                                         |                                                                           |
| 12-09-2010                                                                | Istanbul                                                                  | Turchia                                                                   | 64 - 81                                                                   | Stati Uniti                                                               | Mondiali 2010 - Finale                                                    | 4                                                                         | [ 93 ]                                                                    |
| 12-07-2012                                                                | Las Vegas                                                                 | Stati Uniti                                                               | 113 - 59                                                                  | Rep. Dominicana                                                           | Amichevole                                                                | 18                                                                        | [ 94 ]                                                                    |
| 16-07-2012                                                                | Washington                                                                | Brasile                                                                   | 69 - 80                                                                   | Stati Uniti                                                               | Amichevole                                                                | 5                                                                         | [ 95 ]                                                                    |
| 19-07-2012                                                                | Manchester                                                                | Gran Bretagna                                                             | 78 - 118                                                                  | Stati Uniti                                                               | Amichevole                                                                | 2                                                                         | [ 96 ]                                                                    |
| 22-07-2012                                                                | Barcellona                                                                | Argentina                                                                 | 80 - 86                                                                   | Stati Uniti                                                               | Amichevole                                                                | 1                                                                         | [ 97 ]                                                                    |
| 24-07-2012                                                                | Barcellona                                                                | Spagna                                                                    | 78 - 100                                                                  | Stati Uniti                                                               | Amichevole                                                                | 0                                                                         | [ 98 ]                                                                    |
| 29-07-2012                                                                | Londra                                                                    | Stati Uniti                                                               | 98 - 71                                                                   | Francia                                                                   | Olimpiadi 2012 - Fase a gironi                                            | 1                                                                         |                                                                           |
| 31-07-2012                                                                | Londra                                                                    | Tunisia                                                                   | 63 - 110                                                                  | Stati Uniti                                                               | Olimpiadi 2012 - Fase a gironi                                            | 6                                                                         |                                                                           |
| 2-08-2012                                                                 | Londra                                                                    | Stati Uniti                                                               | 156 - 73                                                                  | Nigeria                                                                   | Olimpiadi 2012 - Fase a gironi                                            | 9                                                                         |                                                                           |
| 4-08-2012                                                                 | Londra                                                                    | Lituania                                                                  | 94 - 99                                                                   | Stati Uniti                                                               | Olimpiadi 2012 - Fase a gironi                                            | 0                                                                         |                                                                           |
| 6-08-2012                                                                 | Londra                                                                    | Argentina                                                                 | 97 - 126                                                                  | Stati Uniti                                                               | Olimpiadi 2012 - Fase a gironi                                            | 13                                                                        |                                                                           |
| 8-08-2012                                                                 | Londra                                                                    | Stati Uniti                                                               | 119 - 86                                                                  | Australia                                                                 | Olimpiadi 2012 - Quarti di finale                                         | 3                                                                         |                                                                           |
| 10-08-2012                                                                | Londra                                                                    | Argentina                                                                 | 83 - 109                                                                  | Stati Uniti                                                               | Olimpiadi 2012 - Semifinale                                               | 2                                                                         |                                                                           |
| 12-08-2012                                                                | Londra                                                                    | Stati Uniti                                                               | 107 - 100                                                                 | Spagna                                                                    | Olimpiadi 2012 - Finale                                                   | 0                                                                         | [ 99 ]                                                                    |
| Totale                                                                    |                                                                           | Presenze                                                                  | 23                                                                        |                                                                           | Punti                                                                     | 115                                                                       |                                                                           |

## Palmarès

### NBA
- Campionato NBA: 4

Golden State Warriors: 2015, 2017, 2018, 2022
- MVP delle finali: 1

2015
- NBA All-Rookie First Team (2005)
- NBA All-Defensive Team: 2

First Team: 2014
Second Team: 2011
- Convocazioni per l'NBA All-Star Game: 1

2012
- Ventesimo miglior giocatore per palle rubate di sempre NBA

### Nazionale
- Oro olimpico:

Londra 2012
- Mondiale: 1:

2010

## Opere
- Andre Iguodala, The Sixth Man: A Memoir, Penguin, 25 giugno 2019, ISBN 9780525534006. L'edizione italiana, Il sesto uomo, è stata pubblicata da add editore.